# Eulalia microphylla
Eulalia microphylla är en ringmaskart som beskrevs av Schmarda 1861. Eulalia microphylla ingår i släktet Eulalia och familjen Phyllodocidae.
Artens utbredningsområde är havet kring Nya Zeeland. Inga underarter finns listade i Catalogue of Life.